# Xenopholis
Xenopholis – rodzaj węży z podrodziny Dipsadinae w rodzinie połozowatych (Colubridae).

## Zasięg występowania
Rodzaj obejmuje gatunki występujące w Kolumbii, Wenezueli, Gujanie Francuskiej, Brazylii, Ekwadorze, Boliwii i Paragwaju. 

## Charakterystyka
Węże należące do tego rodzaju prowadzą skryty tryb życia, przez co jedynie nieliczne muzea posiadają je w swoich zbiorach. Osiągają niewielkie rozmiary, mierząc od 20 do 40 cm długości. Mają spłaszczoną głowę ze stosunkowo małymi oczami. Ich cechą charakterystyczną są grzbietowo rozszerzone kręgi. Brak wyraźnych zewnętrznych cech morfologicznych powoduje, że węże z rodzaju Xenopholis były często uznawane za incertae sedis lub rozpoznawane błędnie. Xenopholis żyją przeważnie na nizinach, jednak X. scalaris odnaleziono również w terenach górskich, na wysokości 1500 m.

## Systematyka

### Etymologia
- Xenopholis: gr. ξενος xenos „obcy, dziwny”; φολις pholis, φολιδος pholidos „rogowa łuska”[2].
- Gerrhosteus: gr. γερρον gerrhon „plecionka, tarcza z plecionki”[8]; οστεον osteon „kość”[9]. Gatunek typowy: Gerrhosteus prosopis Cope, 1874 (= Elapomorphus scalaris Wucherer, 1861).
- Paroxyrhopus: gr. παρα para „blisko”[10]; rodzaj Oxyrhopus Wagler, 1830. Gatunek typowy: Paroxyrhopus reticulatus Schenkel, 1900 (= Oxyrhopus undulatus Jensen, 1900).
- Sympeltophis: gr. συν sun „razem, wspólnie”[11]; πελτη peltē „mała tarcza bez obramowania”[12]; οφις ophis, οφεως opheōs „wąż”[13]. Gatunek typowy: Sympeltophis ungalioides Werner, 1925.

### Podział systematyczny
Do rodzaju należą następujące gatunki: 
- Xenopholis scalaris (Wucherer, 1861)
- Xenopholis undulatus (Jensen, 1900)
- Xenopholis werdingorum Jansen, L. Álvarez & Köhler(inne języki), 2009